# 여천군

여천군의 기

여천군(麗川郡)은 대한민국 전라남도 남동쪽 여수반도에 위치했던 군이다. 1949년 8월 14일에 여수군 여수읍이 여수부로 분리 승격함과 동시에 여수군에서 개칭되었고 1998년 4월 1일에 여천시와 함께 여수시에 병합되었다.

## 역사
- 1949년 8월 14일: 여수군에서 개칭
- 1969년: 삼일항 개항
- 1976년: 여천지구출장소 개소(삼일면, 쌍봉면 일원)
- 1980년 12월 1일: 삼일면과 돌산면이 읍으로 승격
- 1986년 1월 1일: 여천지구출장소가 여천시로 승격, 분리
- 1998년 4월 1일: 여천시와 함께 여수시에 병합

## 행정 구역
설치 당시에는 아래 9면이 있었으나 폐지 당시에는 1읍 6면이었다. 범위 표시를 안 한 행정 구역은 현재 행정 구역과 일치하다.
- 남면
- 돌산면(1980년 돌산읍으로 승격)
- 삼산면
- 삼일면(1980년 삼일읍으로 승격, 1986년 여천시에 편입, 범위: 현 묘도동, 삼일동)
- 소라면
- 쌍봉면(1986년 여천시에 편입, 범위: 현 시전동, 쌍봉동, 여천동, 주삼동)
- 율촌면
- 화양면
- 화정면

## 같이 보기
- 여천군의 국회의원
- 여수시
- 여천군수 선거